# Андреас Дульзон
Андреас Дульзон (нім. Andreas Dulson; 8 лютого 1900, село Прайс, Самарська губернія, Російська імперія — 15 січня 1973, Томськ, Російська Федерація)  — дослідник мов корінних народів Сибіру, лінгвіст і соціолог волзько-німецького походження. Доктор філологічних наук (1940), професор.
Створив праці з мови поволзьких німців, німецької діалектології, методики викладання німецької мови, індоєвропеїстиці, пізніше — з мов, культури та історії корінних народів Сибіру (в тому числі кетської, селькупської, тюркських мов), топоніміці Сибіру.

## Життєпис
Народився в селі Прайс Новоузенського повіту Самарської губернії (нині село Краснопілля Рівненського району Саратовської області). Батьки — Петро і Маргарита Дульзон, поволзькі німці-колоністи. У рідному селі отримав початкову освіту, яку продовжив в чоловічій гімназії Катериненштадта (нині - Маркс Саратовської області).
Уже в гімназійні роки в Андреаса зародилася любов до вивчення мов: він із захопленням вивчав грецьку і латину, цікавився порівняльною граматикою індоєвропейських мов, придбав граматику розмовної китайської мови .
У молодості захоплювався також археологією (інтерес до якої зберіг до кінця життя), брав участь чорноробом у розкопках скіфських курганів .
Після закінчення шести класів гімназії Дульзон став вчитися заочно. У цей час він працював в галузі народної освіти: викладав у початкових школах Саратовської губернії, завідував дитячим будинком  (з 1917 — вчитель Краснопільської двокласної школи; в 1918 — 1924 — позашкільний інструктор Рівненського повітового відділу народної освіти з краєзнавства; шкільний інструктор Приваленського району; завідувач Краснопільським дитячим будинком; вчитель Рівненської 7-річної школи).
У 1924 Дульзон вступив на фізико-математичний факультет Саратовського університету, але незабаром перевівся на філологічний факультет, де під керівництвом професора Г. Г. Дінгеса спеціалізувався на українській діалектології. Під час навчання в університеті Дульзон одночасно був учителем робітфаку при цьому університеті (1925 — 1929). Університет закінчив у 1929; в 1929 — 1934 працював доцентом Німецького агропедагогічного інституту в Енгельсі, викладаючи німецьку мову  .
З середини 1920-х років інтенсивно займався німецькою діалектологією.
У 1931 Дульзон вступив до аспірантури при Московському науково-дослідному інституті мовознавства за профілем «німецьке мовознавство», де слухав лекції видатних мовознавців: Миколи Марра, Миколи Дурново,  Михайла Петерсона, Розалії Шор, Афанасія Селіщева, Рубена Аванесова, Олександра Смирницького, ідеї яких вплинули багато в чому на наукове зростання молодого вченого.
У 1934 підготував кандидатську дисертацію на тему «Альт-Урбахський діалект» (захист відбувся лише в 1938), а в 1940 захистив докторську дисертацію («Проблема змішання діалектів за матеріалами говірки села Прайс»).
У 1934 отримав посаду професора Саратовського педагогічного інституту, ставши завідувачем кафедри німецької філології і загального мовознавства, а в 1940 був затверджений у вченому званні професора.
Роботи Дульзона в галузі німецької діалектології були високо оцінені Віктором Жирмунським, який писав, що вони «відрізнялися не тільки новизною матеріалу, але і самостійністю теоретичного до нього підходу» і «висунули його в перші ряди російських германістів» .
У 1934 заарештований за звинуваченням у «контрреволюційній діяльності», але через рік звільнений.
У жовтні 1941 як етнічний німець депортований до Сибіру (під час депортації була безповоротно втрачена його діалектологічна картотека). Перебував у Томську на спецобліку до 1954, в 1943 мобілізований для роботи на шахті, але з 1944 отримав можливість працювати в Томському педагогічному інституті.
У Томську Дульзон, незважаючи на важке становище засланця в перші 13 років життя в цьому місті, зумів розгорнути надзвичайно плідну наукову і викладацьку діяльність в новій для себе галузі вивчення корінних народів Сибіру. Став одним із ініціаторів археологічних розкопок сибірських курганів, організатором систематичних етнографічних і лінгвістичних експедицій на території Томської області та сусідніх регіонів, а також збору топонімічних даних. Під його керівництвом було захищено 45 кандидатських дисертацій, створена школа польової лінгвістики, яка існує й досі. Ім'я Андреаса Дульзона носить кафедра-лабораторія мов народів Сибіру в Томському державному педагогічному університеті.
Син — доктор технічних наук, вчений в галузі енергетики Альфред Дульзон.

## Внесок в науку
У науковому доробку Дульзона найбільше значення мають його дослідження мов народів Сибіру і топоніміки Сибіру  .
У 1946 Дульзон першим приступив до систематичного вивчення чулимської мови.
Він побував у всіх населених пунктах, в яких тоді проживали чулимці, дав науковий опис фонетичної, морфологічної та лексичної систем даної мови, дав характеристику її діалектів (перш за все нижньочулимського). Під час вивчення чулимської мови Дульзон вперше в Західному Сибіру звернувся до аналізу топонімії як до засобу вирішення етнолінгвістичних та історичних питань. Створена під його керівництвом картотека топонімів Західного Сибіру налічувала близько 350 тис. карток .
Андреас Дульзон займався також вивченням самодійських мов; особливий науковий інтерес представляють його польові дослідження, що проводилися в 1952 — 1955 серед селькупів Молчановського, Верхньокетського і Каргасоцького районів Томської області, які дали багато вельми цінного матеріалу про селькупську мову  .
Дульзон обґрунтував угруповання численних говірок селькупської мови в п'ять діалектних груп, практично загальноприйняту нині.
Особливо виділяється монографія Дульзона «Кетська мова» (1968), яка стала першим монографічним описом кетської мови. Ця книга, за оцінкою Валентина Авроріна, «увібравши в себе все цінне, що було зроблено в цій галузі раніше, дає нам достатньо повне уявлення про фонетику і морфологію кетської мови. Це перший монографічний опис однієї з найважчих мов, що стоїть на рівні сучасної науки». Маючи на увазі виявлені Дульзоном подібності кетської мови з баскською, північнокавказькими мовами, бурушаскі і деякими мовами індіанців Америки (що пізніше оформилося в уявлення про сино-кавказьку сім'ю ), академік Борис Рибаков зазначав, що книга «перекинула мости з берегів Єнісею на Кавказ і на Піренеї».
Надзвичайно велика роль Дульзона в організації наукових досліджень в Томську і у створенні продуктивної наукової школи польової лінгвістики, відомої своїми високими науковими стандартами і особливою ретельністю польової роботи.
Дульзон був головою Західно-Сибірського комітету з координації науково-дослідних робіт з комплексного вивчення давньої історії народів Західного Сибіру. Ініціатор проведення трьох Всесоюзних наукових конференцій з проблеми походження аборигенів Сибіру та їхніх мов (1958, 1969, 1973), член Бюро постійної комісії з суспільних наук СО АН (з 1959). Почесний член Міжнародного комітету з ономастичних наук (1972), член-кореспондент Товариства фіно-угрознавства (Фінляндія, 1972).

## Публікації
- К характеристике украинских говоров Республики Немцев Поволжья. — Покровск: Центр. бюро научн. изучен. диалектов АССР НП, 1927. — 36 с.
- Древние смены народов на территории Томской области по данным топонимики // Уч. зап. ТГПИ. — Томск, 1950. — Т. 6.
- Чулымские татары и их язык // Уч. зап. ТГПИ. — Томск, 1952. — Т. 9.
- Диалекты татар-аборигенов Томи // Уч. зап. ТГПИ. — Томск, 1956. — Т. 15.
- Тюрки Чулыма и их отношение к хакасам // Уч. зап. Хакасского научно-исследоват. ин-та языка, литературы и истории. — Абакан, 1959. — Вып. 7.
- Кетские топонимы Западной Сибири // Уч. зап. ТГПИ. — Томск, 1959. — Т. 18.
- Этнический состав древнего населения Западной Сибири по данным топонимики // Матер. XXV Междунар. конгресса востоковедов. — М., 1960.
- Кетские сказки. — Томск, 1966.
- Древние передвижения кетов по данным топонимики // Изв. Всесоюз. Географич. о-ва. — 1962. — № 6.
- Очерки по грамматике кетского языка, 1. — Томск, 1964.
- Кетский язык. — Томск, 1968.
- Древняя языковая общность в Центральной Азии // Труды Томского гос. ун-та. — Томск, 1968. — Т. 197. [Архівовано 27 березня 2019 у Wayback Machine.]
- Опыт этнической привязки топонимов субстратного происхождения // Уч. зап. Томского гос. ун-та. — Томск. — 1969. — № 75. [Архівовано 27 березня 2019 у Wayback Machine.]